# 파올로 피닌파리나
파올로 피닌파리나(이탈리아어: Paolo Pininfarina, 1958년 8월 28일 – 2024년 4월 9일)는 이탈리아의 엔지니어, 디자이너이자 사업가로, 2008년부터 피닌파리나 디자인 회사의 경영자로 알려져 있다.